# Kassa (consumentenprogramma)
Kassa is een consumentenprogramma en online community van BNNVARA (voorheen VARA) en wordt van begin september tot eind mei rechtstreeks uitgezonden op NPO 2.

## Geschiedenis
Kassa is niet het eerste consumentenprogramma van de VARA. Al vanaf 1965 werd het consumentenprogramma Koning Klant uitgezonden, dat in 1983 opging in  Konsumentenman. In 1989 ontstond er een conflict tussen Frits Bom en Marcel van Dam, waarbij Bom ontslag nam en waardoor er geen consumentenprogramma bij de VARA meer was. Daardoor ontstond er ruimte voor een nieuw consumentenprogramma, dat de titel Kassa kreeg. Het format werd gepresenteerd door bedenker Felix Meurders. 
Aanvankelijk duurde het programma een half uur en werd het eens in de veertien dagen op zondagmiddag uitgezonden, van 17.40 uur tot 18.10 uur. Na een paar jaar kon op initiatief van Meurders het programma worden uitgezonden op zaterdagavond, van 18.55 tot 19.25 uur, aanvankelijk voor slechts drie maanden, maar door de gunstige kijkcijfers kon het op dit tijdstip gehandhaafd blijven.
Kassa bestond in 2009 twintig jaar en Meurders zag nog steeds voldoende consumentenproblemen: "Je zou denken dat er na zoveel tijd geen consumentenproblemen meer zouden zijn, maar niets is minder waar".
Meurders zou het programma tot 2011 presenteren. Hij werd opgevolgd door Brecht van Hulten.  Sinds seizoen 2012-2013 wordt het programma uitgezonden van 19.05 tot 19.50 uur. Hiermee werd het programma tevens verlengd met 15 minuten. Op 9 april 2022 was de voorlopig laatste uitzending op zaterdag. Vanaf 25 april 2022 werd het programma uitgezonden op maandagavond om 20.30 uur op NPO 1, hetzelfde tijdslot als Radar waar de programma's elkaar afwisselden. Vanaf 7 januari 2023 is de uitzending weer op zaterdag, echter nu op NPO 2.  
Op 21 december 2019 presenteerde Brecht van Hulten haar laatste uitzending. Amber Kortzorg is sinds januari 2020 de presentator van Kassa.

## Inhoud
Kassa is een programma waarin niet alleen alledaagse consumentenzaken maar ook brede maatschappelijke onderwerpen worden behandeld, zoals problemen in de zorg en internetcriminaliteit. Een bekend onderdeel van het programma is de "Belbus", waarin kijkers worden geholpen die klachten hebben over bedrijven of instanties. Tot 2012 kwamen advocaten en deskundigen in de Belbus naar kijkers toe om zaken te behandelen. Doordat er steeds meer op internet werd gezocht en er minder hulpvragen per telefoon binnenkwamen dreigde de Belbus te verdwijnen. Jeroen Kortschot besloot hierop in te grijpen met een nieuw concept en was in 2012 de eerste presentator van de Belbus.
Een ander terugkerend onderdeel van Kassa zijn de productvergelijkingen. Oude rubrieken zijn de "Klachten Top 3", waarin regelmatig dezelfde energiemaatschappijen en telecombedrijven terugkeerden, en de "Viswinkel" in seizoen 2012-2013, waarin wekelijks op een satirische wijze een consumentenprobleem werd besproken. Naast klachten van consumenten over ondernemers was er in het seizoen 2014-2015 ook de rubriek "Klanten kunnen er ook wat van", waarin ondernemers klaagden over klanten. Aan het eind van het programma is er de "Prijspakker van de week", een product of dienst die ongemerkt voor de consument of flink duurder is geworden of dat voor dezelfde prijs veel minder wordt geboden.
Van 2005 tot 2012 was er na de reguliere uitzending ook een halfuur durende verlenging op het internet te zien, die de dag nadien ook op Nederland 2 en het vroegere themakanaal ConsumentenTV werd uitgezonden.

## Presentatie
| Presentator       | Jaren        | Opmerking                     |
| ----------------- | ------------ | ----------------------------- |
| Felix Meurders    | 1989 - 2011  | presentator                   |
| Brecht van Hulten | 2011 - 2019  | presentator                   |
| Jeroen Kortschot  | 2012 - 2014  | Belbus                        |
| Rutger Verhoeven  | 2014 - 2017  | Belbus                        |
| Menno Bentveld    | 2015 - heden | vervangend presentator        |
| Amber Kortzorg    | 2017 - 2019  | Belbus                        |
| Amber Kortzorg    | 2018 - 2019  | vervangend presentator        |
| Amber Kortzorg    | 2020 - heden | presentator                   |
| Renze Klamer      | 2019         | vervangend presentator Belbus |
| Sahil Amar Aïssa  | 2020         | Belbus                        |
| Ciana Mayam       | 2020 - 2023  | Belbus, specials              |
| Mai Verbij        | 2023 - heden | Belbus                        |
| Erik Dijkstra     | 2025         | vervangend presentator        |

## Kassa-varianten
- In de zomers van 2001, 2002 en 2003 werd de zomervariant Kassa op Reis uitgezonden, dat geheel in het teken stond van reizen en vakantie. Dit werd ofwel vanaf een vakantiebestemming gepresenteerd, ofwel vanuit de studio.
- Vanaf 8 oktober 2007 werden de internetuitzendingen van Kassa onder de titel Kassa 2 ook op televisie uitgezonden, maar op maandag.
- Vanaf augustus 2009 onderging Kassa 2 inhoudelijke veranderingen en het programma werd omgedoopt tot Kassa, de verlenging.
- Op 14 september 2009 begon de VARA met de uitzendingen van het nieuwe consumentenprogramma Weet wat je koopt op het tijdstip van Kassa, de verlenging. De presentatie kwam in handen van Menno Bentveld en Elisabeth van Nimwegen. Het programma laat zien wat er waar is van reclame en waarom consumenten zich ertoe laten verleiden iets te kopen.
- In 2007 werd door de VARA het programma Kassa 3 uitgezonden. De eerste uitzending was op 8 mei 2007. Ook in dit programma komen klachten van consumenten aan bod, maar het is meer gericht op jongeren. Op Radio 1 begon in 2006 het programma Radio Kassa en eind 2008 ontstond het tijdschrift Kassa Magazine. Kassa 3, Radio Kassa en het tijdschrift bestaan inmiddels niet meer.
- In het najaar van 2012 ging Kassa groen van start, een programma geheel gewijd aan duurzame, groene onderwerpen zoals groene stroom of windmolens. Dit programma werd ook in 2013 uitgezonden op 29 november en 6, 13 en 20 december ter vervanging van het door ziekte van Hans Sibbel geannuleerde programma EZ.[9]
- Aan het eind van een seizoen was er in sommige jaren een aantal speciale afleveringen te zien, gewijd aan één bepaald onderwerp en van tevoren opgenomen zonder publiek.
- Op 21 augustus 2021 werd de special Kassa Test Case uitgezonden, waarin producten uitgebreid werden getest. Sinds 3 januari 2023 is Test Case te zien als spin-off van Kassa.[10]
- In de nacht van 9 op 10 april 2022 werd De Nacht van Kassa uitgezonden, met hoogtepunten uit 33 jaar van het programma.
- In de zomer van 2023 werden drie afleveringen uitgezonden onder de naam "Zomerkassa", niet vanuit de studio maar vanaf een locatie in Hoek van Holland.

## Prijzen
- Op 29 september 2006 won Kassa de Prix Italia, een internationale prijs die jaarlijks wordt toegekend voor de beste website van alle omroepen ter wereld. Dit vanwege het interactieve gedeelte van de site, waar consumenten met elkaar over diverse problemen kunnen communiceren. Bovendien was de jury zeer te spreken over de technische constructie van de website. De VARA liet hierbij onder andere de ARD, BBC en Rai achter zich.[11]
- Eerder in 2004 werd de website al bekroond met de SpinAwards Vakpublieksprijs.[12]

## Bijzondere uitzendingen
- Op 9 september 2006 werd de 500ste aflevering van het programma uitgezonden.
- Op 30 mei 2015 was er ter gelegenheid van 25 jaar Kassa een extra lange jubileumuitzending waarin een quiz werd gespeeld en waaraan ook Felix Meurders nog eenmalig zijn medewerking verleende.[13] Deze uitzending was, bij uitzondering, enkele dagen tevoren opgenomen.

12 steden, 13 ongelukken · Alles draait om geld · Bergen Binnen · Büch's Boeken · Buitenhof ** · Bureau Kruislaan · Cabaret & Co · Comedytrain presenteert · Deadline · Dr. Ellen · Ernstige Delicten · Factor Giel · Gebak van Krul · GIEL · Herexamen · Hoe bestaat het · Hof van Joosten · Hollands Hoop · In goed gezelschap · Is dat eigenlijk wel zo? · Jules Unlimited · Kanniewaarzijn · Kassa · Kassa 3 · Kinderen geen bezwaar · Kinderen voor Kinderen · Kopspijkers · Kun je het al zien? · Het Lagerhuis · Langs de Leeuw · Langs Sint en De Leeuw · De leugen regeert · Lieve Paul · Lieve Paul & Sint · MaDiWoDoVrijdagshow · De Mega Mike & Mega Thomas Show · Mooi! Weer De Leeuw · Mooi! Weer de Sint · Nieuwslicht · NOVA * · Oppassen!!! · Overspel · Panache · PAU!L · PAU!L en Sint! · Pauls Kadoshow · Pauls Puber Kookshow · Pauw & Witteman · Per Seconde Wijzer · Sint & De Leeuw · Shouf Shouf! · The Sopranos · Stellenbosch ** · Studio Spaan · Thank God It's Friday · Twee voor twaalf · Unit 13 · De verrukkelijke 85 · Vroege Vogels TV · Vuurzee · Waltz ** · De Wereld Draait Door · De wereld van Boudewijn Büch · Wie steelt mijn show? · X De Leeuw · Zembla

*: In samenwerking met NPS en NOS     **: In samenwerking met AVROTROS en VPRO